# Lý thuyết mã hóa
Lý thuyết mã hóa là nghiên cứu về các đặc tính của mã và khả năng thích ứng với các ứng dụng cụ thể của chúng. Mã được sử dụng cho nén dữ liệu, mật mã, phát hiện và sửa lỗi, truyền dữ liệu và lưu trữ dữ liệu. Các mã hiệu được nghiên cứu bởi nhiều ngành khoa học khác nhau - như lý thuyết thông tin, kỹ thuật điện, toán học, ngôn ngữ học và khoa học máy tính - với mục đích thiết kế các phương pháp truyền dữ liệu hiệu quả và đáng tin cậy. Điều này thường liên quan đến việc loại bỏ dư thừa và sửa chữa hoặc phát hiện lỗi trong dữ liệu truyền đi.
Có bốn loại mã hóa:
1. Nén dữ liệu (hoặc mã hóa nguồn)
2. Kiểm soát lỗi (hoặc mã hóa kênh)
3. Mã hóa mật mã
4. Mã hóa dòng

Nén dữ liệu cố gắng loại bỏ sự dư thừa không mong muốn từ dữ liệu từ một nguồn nhằm truyền nó một cách hiệu quả hơn. Ví dụ, nén dữ liệu ZIP giúp thu nhỏ kích thước tập tin, nhằm giảm thiểu lưu lượng Internet.
Sửa lỗi thêm các dư thừa hữu ích vào dữ liệu từ một nguồn để làm cho việc truyền dữ liệu bền vững hơn với các nhiễu trên kênh truyền. Người dùng thông thường có thể không nhận ra rằng có nhiều ứng dụng sử dụng kỹ thuật sửa lỗi. Đĩa âm nhạc (CD) thông thường sử dụng Reed-Solomon để nhằm sửa lỗi do những vết xước và bụi trên bề mặt đĩa. Trong ứng dụng này, kênh truyền thông lại chính là bản thân cái đĩa CD. Điện thoại di động "Cell phones" cũng dùng kỹ thuật mã hóa có hiệu ứng cao (powerful coding technique) để sửa các lỗi trong việc truyền sóng rađiô ở tần số cao bị yếu mờ và bị nhiễu. Modem xử lý số liệu, truyền thông qua đường điện thoại, và thậm chí cả Mạng lưới giám sát Không gian Sâu NASA đều sử dụng kỹ thuật mã hóa trên kênh truyền để truyền những bit số liệu qua đường dây một cách hiệu quả hơn, ví dụ như turbo code và LDPC code.

## Mã hóa dùng nguồn
Mục đích của mã hóa dùng nguồn là lấy dữ liệu nguồn và thu nhỏ chúng lại.

### Nguyên lý
Entrôpi của nguồn là một đo đạc về tin tức. Căn bản mà nói, mã của nguồn được dùng để loại bỏ những phần thừa, không cần thiết còn tồn trong nguồn, để lại phần nguồn với số lượng bit ít hơn, nhưng với nhiều tin tức hơn.
Mỗi loại mã hóa nguồn sử dụng một kỹ thuật khác nhau hòng đạt được giới hạn entrôpi của nguồn. {\displaystyle C(x)\geq H(x)}, trong đó {\displaystyle H(x)} là entrôpi của nguồn (tần số bit), và {\displaystyle C(x)} là tần số bit sau khi số liệu đã được nén. Cụ thể là, không có phương pháp mã hóa nguồn nào có thể tốt hơn giới hạn entrôpi của ký hiệu (the entropy limit of the symbol).

### Ví dụ
Truyền thông bản sao FAX dùng một kỹ thuật đơn giản là trường đạc mã (run-length code).

## Mã hóa trên kênh truyền
Mục đích của lý thuyết Mã hóa trên kênh truyền (channel encoding theory) là tìm những mã có thể truyền thông nhanh chóng, chứa đựng nhiều mã ký (code word) hợp lệ và có thể sửa lỗi (error correction) hoặc ít nhất phát hiện các lỗi xảy ra (error detection). Các mục đích trên không phụ thuộc vào nhau, và mỗi loại mã có công dụng tối ưu cho một ứng dụng riêng biệt. Những đặc tính mà mỗi loại mã này cần còn tuỳ thuộc nhiều vào xác suất lỗi xảy ra trong quá trình truyền thông. Đối với một đĩa CD thông thường, lỗi trong âm thanh xảy ra chủ yếu là do bụi và những vết xước trên mặt đĩa. Vì thế, các mã được lồng vào với nhau. Dữ liệu được phân bổ trên toàn bộ mặt đĩa. Tuy không được tốt cho lắm, song một mã tái diễn đơn giản có thể được dùng làm một ví dụ dễ hiểu. Chẳng hạn, chúng ta lấy một khối số liệu bit (đại diện cho âm thanh) và truyền gửi chúng ba lần liền. Bên máy thu, chúng ta kiểm tra cả ba phần lặp lại ở trên, từng bit từng bit một, rồi lấy cái nào có số bầu cao nhất. Điểm trái khoáy ở đây là, chúng ta không chỉ truyền gửi các bit theo thứ tự. Chúng ta lồng nó vào với nhau. Khối dữ liệu này, trước tiên, được chia ra làm 4 khối nhỏ. Sau đó chúng ta gửi một bit ở khối đầu tiên, tiếp theo một bit ở khối thứ hai v.v tuần tự qua các khối. Việc này được lặp đi lặp lại ba lần để phân bổ số liệu ra trên bề mặt đĩa. Trong ngữ cảnh của mã tái diễn đơn giản ở trên, việc làm này hình như không được hiệu quả cho lắm. Song hiện nay có những mã có hiệu ứng cao, rất phù hợp với việc sửa lỗi xảy ra đột ngột do một vết xước hay một vết bụi, khi dùng kỹ thuật lồng số liệu nói trên.
Mỗi mã thường chỉ thích hợp cho một ứng dụng nhất định. Viễn thông trong vũ trụ (deep space) bị giới hạn bởi nhiễu nhiệt (thermal noise) trong thiết bị thu. Hiện trạng này không xảy ra một cách đột phát bất thường, song xảy ra theo một chu trình tiếp diễn. Tương tự như vậy, modem với dải tần hẹp bị hạn chế vì nhiễu âm tồn tại trong mạng lưới điện thoại. Những nhiễu âm này có thể được biểu hiện rõ hơn bằng một mô hình âm tạp tiếp diễn. Điện thoại di động "Cell phones" hay có vấn đề do sự suy sóng nhanh chóng xảy ra. Tần số cao được dùng có thể gây ra sự suy sóng tín hiệu một cách nhanh chóng (rapid fading), ngay cả khi máy nhận chỉ dời chỗ vài phân Anh (inches) 1. Một lần nữa, người ta hiện đã có một loại thuộc hạng Mã hóa trên kênh truyền được thiết kế để đối đầu với tình trạng suy sóng.
Từ "Lý thuyết mã hóa đại số" ám chỉ để một chi nhánh của lý thuyết mã hóa trên kênh truyền, trong đó đặc tính của mã được biểu hiện bằng các đại số và dựa vào đó mà nghiên cứu sâu hơn.
Lý thuyết mã hóa đại số được chia ra làm hai loại mã chính
1. Mã khối tuyến tính (Linear block codes)
2. Mã kết hợp (Convolutional codes)

Chúng phân tích ba đặc tính sau của mã—nói chung là:
- Chiều dài của mã (code word length)
- Tổng số các mã ký hợp lệ (total number of valid code words)
- Khoảng cách Hamming tối thiểu giữa hai mã ký hợp lệ (the minimum Hamming distance between two valid code words)

### Mã khối tuyến tính
Mã khối tuyến tính mang tính năng tuyến tính (linearity), chẳng hạn tổng của hai mã ký nào đấy lại chính là một mã ký; và chúng được ứng dụng vào các bit của nguồn trên từng khối một; cái tên mã khối tuyến tính là vì vậy (linear block codes). Có những khối mã bất tuyến tính, song khó mà chứng minh được rằng một mã nào đó là một mã tốt nếu mã ấy không có đặc tính này.
Bất cứ mã khối tuyến tính nào cũng được đại diện là {\displaystyle (n,m,d_{min})}, trong đó
1. n,  là chiều dài của mã ký, trong ký hiệu (symbols),
2. m,  là số ký hiệu nguồn (source symbols) được dùng để mã hóa tức thời,
3. {\displaystyle d_{min}}, là khoảng cách hamming tối thiểu của mã (the minimum hamming distance for the code)

Có nhiều loại mã khối tuyến tính, như
1. Mã tuần hoàn (Cyclic codes) (Mã Hamming là một bộ phận nhỏ (subset) của mã tuần hoàn)
2. Mã tái diễn (Repetition codes)
3. Mã chẵn lẻ (Parity codes)
4. Mã Reed-Solomon (Reed Solomon codes)
5. Mã BCH (BCH code)
6. Mã Reed-Muller
7. Mã hoàn hảo (Perfect codes)

Mã khối được gắn liền với bài toán "đóng gói đồng xu" là bài toán gây một số chú ý trong nhiều năm qua. Trên bề diện hai chiều, chúng ta có thể hình dung được vấn đề một cách dễ dàng. Lấy một nắm đồng xu, để nằm trên mặt bàn, rồi dồn chúng lại gần với nhau. Kết quả cho chúng ta một mẫu hình lục giác tương tự như hình tổ ong. Các mã khối còn dựa vào nhiều chiều khác nữa, không dễ gì mà hình dung được. Mã Golay 2 có hiệu ứng cao, dùng trong truyền thông qua khoảng không vũ trụ, sử dụng những 24 chiều. Nếu được dùng là mã nhị phân (thường thấy), các chiều ám chỉ đến chiều dài của mã ký như đã định nghĩa ở trên.
Lý thuyết về mã sử dụng mô hình hình cầu với số chiều "N". Lấy ví dụ, bao nhiêu đồng xu phải cần để phủ kín một mặt bàn, hay trong khoảng không 3 chiều, bao nhiêu hòn bi phải cần để nhồi kín một hình cầu. Những cân nhắc khác bao gồm việc chọn lựa mã. Lấy ví dụ, do nhồi nhữmg hình lục lăng vào trong một cái hộp hình chữ nhật, chúng ta để lại những khoảng trống ở các góc. Khi các chiều của hộp được tăng lên, tỷ lệ phần trăm so sánh của các khoảng trống nhỏ đi, cho đến một cỡ nào đấy, những phần nhồi chiếm hết các khoảng không và mã này được gọi mã hoàn hảo. Số mã kiểu này tương đối hiếm (Hamming {\displaystyle [n,k,3]}, Golay {\displaystyle [24,12,8],[23,12,7],[12,6,6]})
Một điều thường bị bỏ qua là số lượng những hàng xóm kế cận (neighbors) mà một mã ký có thể có. Chúng ta có thể dùng lại ví dụ các đồng xu ở đây. Đầu tiên, chúng ta gộp các đồng xu lại theo các hàng hình chữ nhật. Mỗi một đồng xu có 4 đồng kế cận (và bốn cái ở bốn góc xa hơn). Trong bố cục của hình lục giác, mỗi đồng xu có 6 đồng kế cận. Khi chúng ta tăng số chiều lên, số lượng các đồng kế cận tăng lên một cách nhanh chóng.
Kết quả là số lượng các âm tạp, bên cạch các âm chính, mà máy thu có thể chọn, cũng tăng lên, và do đó mà gây ra lỗi. Đây chính là khuyết điểm căn bản của mã khối, và cũng là khuyết điểm của tất cả các loại mã. Có thể việc gây lỗi trở nên khó khăn hơn, nếu chỉ có một hàng xóm kế cận mà thôi, song con số các hàng xóm kế cận có thể lớn đến độ làm cho chính tổng xác suất lỗi bị ảnh hưởng (total error probability actually suffers).

### Mã kết hợp
Mã kết hợp (Convolutional codes) được sử dụng trong các modem dải tần âm (voiceband modems) (V.32, V.17, V.34) và trong các điện thoại di động GSM3, cũng như trong các thiết bị truyền thông của quân đội vũ trang và trong các thiết bị truyền thông với vệ tinh.
Ý định ở đây là làm cho tất cả các ký hiệu mã ký (codeword symbol) trở thành tổng trọng số (weighted sum) của nhiều loại ký hiệu thông điệp trong nhập liệu (various input message symbols). Nó tương tự như toán kết hợp được dùng trong các hệ tuyến tính bất biến (linear time invariant systems) để dùng tìm xuất liệu (output) của một hệ thống, khi chúng ta biết nhập liệu (input) và các đáp ứng xung (impulse response).
Nói chung chúng ta tìm xuất liệu của bộ mã hóa kết hợp hệ (system convolutional encoder), tức sự kết hợp của nhập liệu bit, đối chiếu với trạng thái của bộ mã hóa kết hợp (convolution encoder), hoặc trạng thái của các thanh biến (registers).
Về cơ bản mà nói, mã kết hợp không giúp thêm gì trong việc chống nhiễu hơn một mã khối tương ứng. Trong nhiều trường hợp, chúng nói chung cho chúng ta một phương pháp thực thi đơn giản hơn, hơn hẳn một mã khối có hiệu quả tương ứng (a block code of equal power). Bộ mã hóa thường là một mạch điện đơn giản, có một bộ nhớ (state memory), một vài biện pháp truyền thông tin phản hồi báo tình hình (some feedback logic), thường là các cổng loại trừ XOR (XOR gates). Bộ mã hóa có thể được thực thi trong phần mềm hay phần sụn (firmware).
Thuật toán Viterbi (Viterbi algorithm) là một thuật toán ngắn gọn nhất (optimum algorithm) được dùng để giải mã các mã kết hợp. Hiện có những phương pháp giảm ước giúp vào việc giảm khối lượng tính toán phải làm. Những phương pháp này phần lớn dựa vào việc tìm tuyến đường có khả năng xảy ra cao nhất (most likely paths). Tuy không ngắn gọn, song trong môi trường nhiễu thấp hơn, người ta thường thấy chúng cho những kết quả khả quan. Các bộ điều hành vi xử lý hiện đại (Modern microprocessors) có khả năng thực hiện những thuật toán tìm giảm ước nói trên với tỷ lệ trên 4000 mã ký trong một giây.

## Các ứng dụng của lý thuyết mã hóa
Một quan tâm khác của lý thuyết mã hóa là việc thiết kế các mã giúp vào việc đồng bộ hóa (synchronization). Một mã có thể được thiết kế để phát hiện dịch pha sóng điện (phase shift) và sửa lỗi, đồng thời cho phép nhiều tín hiệu (multiple signals) được truyền gửi trên cùng một kênh. Có một hạng loại của những mã mà chúng ta hằng ngày thường gặp trong các điện thoại di động của mình. Chúng được gọi là mã Đa truy nhập phân chia theo mã (Code Division Multiple Access - viết tắt là CDMA). Chi tiết về chúng thuộc phạm vi bên ngoài cuộc đàm luận ở đây, song nói một cách ngắn gọn, mỗi cái điện thoại được gắn cho một mã ký (codeword) lấy ra từ một hạng đặc biệt (special class) (ngành Đại Số). Trong khi truyền thông, mã ký được dùng để xáo trộn các bit đại biểu cho thông điệp âm thanh (voice message). Tại máy thu, một quy trình giải xáo trộn ("descrambling") được tiến hành để giải mã (decipher) thông điệp. Đặc tính của hạng mã ký này cho phép nhiều người dùng (với các mã khác nhau) sử dụng cùng một kênh truyền rađiô trong cùng một lúc. Máy thu, dùng chu trình giải xáo trộn, chỉ "nghe" thấy những người gọi khác như "nhiễu âm" ở độ thấp mà thôi.
Một hạng mã nổi tiếng khác nữa là mã Yêu cầu lặp lại tự động (Automatic Repeat reQuest - viết tắt là ARQ). Trong hạng phổ quát (general class) này, máy phát cho thêm các bit chẵn lẻ kiểm tra (parity check bits) vào các thông điệp dài hơn bình thường. Máy thu kiểm tra bit chẵn lẻ của thông điệp thu được và nếu nó phát hiện ra một sự bất đồng, nó sẽ yêu cầu máy phát truyền tin lại thông điệp. Hầu hết các mạng diện rộng (wide area networks) và các giao thức, ngoại trừ những cái hết sức đơn giản, đều sử dụng tái truyền thông ARQ. Những giao thức thông dụng bao gồm SDLC (IBM), TCP (Internet), X.25 (Quốc tế) và nhiều cái khác nữa. Hiện có nhiều nghiên cứu trên phạm vi rộng trong lĩnh vực về đề tài này do khó khăn trong việc so sánh giữa một gói dữ liệu đã bị từ bỏ (rejected packet) với một gói dữ liệu mới. Gói dữ liệu mới đến này là một gói mới hay là một gói cũ được truyền lại? Thường thì các hệ thống đánh số được sử dụng, tuy nhiên trong một số mạng truyền thông, gói dữ liệu có thể có một định danh khác, hoặc vấn đề này được dành lại cho tầng cao hơn (của giao thức) để nó yêu cầu truyền thông lại. TCP/IP là một giao thức điển hình sử dụng cả hai kỹ thuật. Trong bối cảnh đã kết nối, TCP/IP dành việc truyền thông lại cho mạng lưới truyền thông, và vì thế nó sử dụng mã hóa ARQ. Trong mạng lưới vô tuyến (wireless network), người ta không sử dụng ARQ. Thay vào đó, người ta dành trách nhiệm này cho chương trình ứng dụng kiểm nghiệm gói dữ liệu và yêu cầu việc truyền thông lại khi cần. Việc này có thể nâng cao lên đến mức độ đòi hỏi người dùng phải ấn nút "nạp lại" ("refresh" button) trên một trình duyệt web. Song, ngay cả cái này hiện nay vẫn ở trong hạng ARQ đang được nghiên cứu; người dùng bắt buộc phải can thiệp (the user just has to become involved).